# Dicranota tumidosa
Dicranota tumidosa är en tvåvingeart som beskrevs av Alexander 1960. Dicranota tumidosa ingår i släktet Dicranota och familjen hårögonharkrankar. Inga underarter finns listade i Catalogue of Life.